# Fritz Koselka
Friedrich „Fritz“ Koselka (* 24. Juli 1905 in Graz; † 31. Juli 1978 in Wien) war ein österreichischer Film-Journalist und Drehbuchautor.

## Leben und Wirken
Der Sohn des Redakteurs Andreas Koselka studierte an der Grazer Universität Germanistik und Anglistik und besuchte überdies die Akademie für Musik und Darstellende Kunst. Anschließend unternahm Koselka erste Schritte als Bühnenschauspieler (ab 1925 Stadttheater Klagenfurt), Kabarettist und Liedtexter, fand aber erst in dem Verfassen von Filmdrehbüchern seine wahre Bestimmung. Koselka verfasste, ab 1943 zumeist in Zusammenarbeit mit seiner zehn Jahre älteren Gattin Lilian Belmont, eine Reihe von Manuskripten zu klassischen Wiener Lustspielen, in denen häufig Hans Moser und/oder Paul Hörbiger die Hauptrolle spielten. Einige dieser Komödienstoffe waren große Publikumserfolge, darunter Anton der Letzte, Meine Tochter lebt in Wien, Einmal der liebe Herrgott sein und Das Ferienkind.
Die Regie bei derlei Filmen übernahm sehr oft der für seine Lustspiele bekannte E. W. Emo. Zur Retrospektive 1948 – Österreich zwischen Gestern und Morgen des Filmarchiv Austria im Oktober 2018 in Wien schrieb Kurator Olaf Möller zum Beispiel über Alles Lüge (Drehbuch: Koselka/Belmont, Regie: Emo): „Wenn 1948 in der gehobenen Unterhaltung das Jahr von Alexander Lernet-Holenia werden sollte, dann sollte es für deren volkstümlichere Variante das von Lilian Belmont und Fritz Koselka sein: Neben Alles Lüge zeichnete das Duo auch für Kleine Melodie aus Wien verantwortlich. Der Schwank demonstriert – trotz vorhandener melancholischer Ader aller kreativ Hauptbeteiligter – Sinn fürs brüsk Schenkelklopfrige. Es gibt die Oma mit Geld und Spleen, die Enkelin, die ihre eigenen Wege gehen will sowie die bucklige Verwandtschaft, die von den finanziellen Zuwendungen der alten Dame ganz gut lebt …“
Nach dem Zweiten Weltkrieg, als Koselka hauptberuflich als Filmredakteur der Wiener Zeitung arbeitete, verfasste das Ehepaar Koselka/Belmont nur noch bis 1952 Filmmanuskripte.

## Filmografie (komplett)
- 1936: Ungeküßt soll man nicht schlafen gehn (Wer zuletzt küßt…)
- 1939: Anton der Letzte
- 1940: Meine Tochter lebt in Wien
- 1941: Liebe ist zollfrei
- 1941: Wir bitten zum Tanz
- 1942: Einmal der liebe Herrgott sein
- 1943: Schwarz auf weiß
- 1943: Das Ferienkind
- 1944: Ich bitte um Vollmacht
- 1944/49: Wie ein Dieb in der Nacht
- 1948: Alles Lüge
- 1949: Kleine Melodie aus Wien
- 1950: Jetzt schlägt’s 13 (Es schlägt 13)
- 1951: Tanz ins Glück
- 1952: Der Mann in der Wanne
- 1953: Wirbel um Irene (Irene in Nöten)
- 1963: Applaus für Smetana (Fernseh-Kurzfilm)

## Literarische Beiträge (Auswahl)
- In: Die Muskete: …
- In: Mocca: …
- In: Moderne Welt: …